# Parawixia casa
Parawixia casa là một loài nhện trong họ Araneidae.
Loài này thuộc chi Parawixia. Parawixia casa được Herbert Walter Levi miêu tả năm 1992.